# Міямото Масакацу
Масакацу Міямото (яп. 宮本 征勝, нар. 4 липня 1938, Хітаті — пом. 7 травня 2002, Міто) — японський футболіст, що грав на позиції захисника. По завершенні ігрової кар'єри — футбольний тренер.
Виступав за «Фурукаву Електрік» та національну збірну Японії, у складі якої завоював бронзові медалі літніх Олімпійських ігор у Мехіко (1968).

## Клубна кар'єра
Виступав за футбольні клуби Середньої школи Хітаті Дайгаку та Університету Васеда.
У дорослому футболі дебютував 1964 року виступами за команду клубу «Фурукава Електрік», кольори якої і захищав протягом усієї своєї кар'єри гравця, що тривала одинадцять років. За цей час Масакацу тричі був включений до символічної збірної чемпіонату.

## Виступи за збірну
1959 року дебютував в офіційних матчах у складі національної збірної Японії. Протягом кар'єри у національній команді, яка тривала 14 років, провів у формі головної команди країни 44 матчі, забивши 1 гол. У 1964 та 1968 року представляв Японію на Олімпійських іграх, вигравши на другому турнірі бронзові медалі.

## Кар'єра тренера
Розпочав тренерську кар'єру, повернувшись до футболу після невеликої перерви, 1978 року, очоливши тренерський штаб футбольної команди Університету Васеда.
З 1983 року очолював команди «Хонда» та «Касіма Антлерс».
Останнім місцем тренерської роботи Міямото був клуб «Сімідзу С-Палс», головним тренером команди якого Масакацу був протягом сезону 1995 року.
Помер 7 травня 2002 року на 64-му році життя у місті Міто.

## Статистика виступів

### Статистика клубних виступів
| Сезон | Команда             | Чемпіонат | Чемпіонат | Чемпіонат |
| Сезон | Команда             | Ліга      | Ігор      | Голів     |
| ----- | ------------------- | --------- | --------- | --------- |
| 1965  | «Фурукава Електрік» | ЯФЛ       | 14        | 4         |
| 1966  | «Фурукава Електрік» | ЯФЛ       | 13        | 4         |
| 1967  | «Фурукава Електрік» | ЯФЛ       | 14        | 9         |
| 1968  | «Фурукава Електрік» | ЯФЛ       | 14        | 2         |
| 1969  | «Фурукава Електрік» | ЯФЛ       | 14        | 0         |
| 1970  | «Фурукава Електрік» | ЯФЛ       | 14        | 0         |
| 1971  | «Фурукава Електрік» | ЯФЛ       | 9         | 0         |
| 1972  | «Фурукава Електрік» | JSL1      | 11        | 0         |
| 1973  | «Фурукава Електрік» | JSL1      | 0         | 0         |
| 1974  | «Фурукава Електрік» | JSL1      | 0         | 0         |
|       | Усього              |           | 103       | 19        |

### Збірна
| Збірна Японії | Збірна Японії | Збірна Японії |
| Роки          | Ігри          | Голи          |
| ------------- | ------------- | ------------- |
| 1958          | 1             | 0             |
| 1959          | 8             | 0             |
| 1960          | 1             | 0             |
| 1961          | 6             | 0             |
| 1962          | 7             | 0             |
| 1963          | 4             | 0             |
| 1964          | 1             | 0             |
| 1965          | 2             | 1             |
| 1966          | 5             | 0             |
| 1967          | 1             | 0             |
| 1968          | 2             | 0             |
| 1969          | 2             | 0             |
| 1970          | 0             | 0             |
| 1971          | 4             | 0             |
| Всього        | 44            | 1             |

## Досягнення
- Бронзовий призер Азійських ігор: 1966
- Бронзовий олімпійський призер: 1968
- У символічній збірній чемпіонату Японії: (3) 1966, 1967, 1968